# Aksu (Adalia)
Aksu è un comune della Turchia centro dell'omonimo distretto, nella provincia di Adalia. È parte del comune metropolitano di Adalia.